# Bouchra Melouany
Bouchra Melouany, née le 28 février 1973, est une lutteuse marocaine. 

## Carrière
Dans la catégorie des moins de 46 kg, elle est médaillée d'or aux championnats d'Afrique 1997 et médaillée d'argent aux championnats d'Afrique 1998. 